# NGC 475
NGC 475 es una galaxia elíptica de la constelación de Piscis.
Fue descubierta el 3 de noviembre de 1864 por el astrónomo Albert Marth.